# Манојло Комнин (протостратор)
Манојло Комнин (грч. Μανουηλ Κομνηνος; око  1045 — 17. април 1071) је био византијски аристократа и војсковођа, најстарији син Јована Комнина и брат цара Алексија I Комнина. Био је ожењен рођаком цара Романа IV Диогена, био је задужен за експедиције против турских напада од 1070. године, све до изненадне смрти од болести у априлу 1071. године. 

## Порекло и брак
Манојло је био прворођено дете Јована Комнина и његове жене Ане Даласине. Датум његовог рођења је непознат, али је описан као младић 1068. године, тако да је морао бити рођен око 1045. године. Као дете, као што је било уобичајено за децу византијске аристократије, Манојло је ратовао уз свога оца, који је у то време био доместикос тон скхолон (главни командант) источне војске.
Године 1057, његов стриц, Исак I Комнин, постао је цар, али је абдицирао 1059. и наследио га је цар Константин X Дука (р. 1059–1067) након што је Манојлов отац одбио да преузме престо. Међутим, Манојлова мајка, Ана Даласина, одбила је да пристане на одлуку свог мужа и развила је дубоко непријатељство према породици Дука. Након што је Јован умро 1067. године, почела је да кује заверу против Дука са крајњим циљем да подигне једног од својих синова на престо. Тако је подржала преузимање власти од стране цара Романа IV Диогена (р. 1068–1071), а убрзо затим и венчала Манојла и његову сестру Теодору за рођаке новог цара у знак њиховог политичког савеза. До 1068. године, Манојло је имао високи судски чин протопроедрос, а поводом његовог брака, Диоген га је унапредио у коуропалата. Пар је имао најмање једну ћерку, највероватније названу Ана по Манојловој мајци.

## Војна каријера и смрт
Цар је такође дао Манојлу војни чин протостратора — достојанство које је у то време довољно порасло на важности да се додељује само појединцима изузетно високог друштвеног положаја. Манојло је такође постављен за главног команданта (стратегос аутократор) источне војске, иако за разлику од свог оца изгледа да није имао одговарајући чин доместикос тон скхолон. У том својству, Манојло се суочио са нападима Турака Селџука у источној Малој Азији. У једном окршају 1070. године, он је безумно напредовао до турског логора, и био је заробљен после огорчене борбе. Његово заробљавање је довело до пораза његове војске и хватања његова два поручника и зета, Михаила Таронита и Нићифора Мелисена. Доведен пред турског вођу, извесног Хрисоскула, Манојло је успео да подстакне његову амбицију и подигне га на устанак против свог номиналног суверена, султана Алп Арслана (р. 1063–1072). Заиста, Хрисоскулос је пратио своје заробљенике до византијске престонице, Константинопоља, где их је цар Роман IV примио са великом чашћу.
У пролеће 1071. Манојло и Хрисоскулос су заједно кренули у поход против Селџука, али се у Битинији Манојло тешко разболео од упале уха. Његова мајка је пожурила на његову страну у манастир Богородице Алипоске на гори Азали, али је стигла једва на време да се он опрости од ње пре него што је умро. Према типику (оснивачкој повељи) из раног 12. века манастира Христа Филантропа, који је основала царица Ирена Дукина, супруга Манојловог млађег брата цара Алексија I Комнина (р. 1081–1118), умро је 17. априла (дан када му jе помен). У типику је наведен као севаст, један од најузвишенијих судских чинова у време писања типика, али ово је анахронизам који одражава каснију праксу.